# Elophos caelibarius
Elophos caelibarius là một loài bướm đêm trong họ Geometridae.